# Lawrence Oates
‎
Lawrence Edward Grace Oates, angleški častnik in raziskovalec Antarktike, * 17. marec 1880, London, Anglija, † 17. marec 1912, Antarktika.
Imel je vzdevek Titus, ki ga je dobil po Titusu Oatesu, slavnemu zaradi svoje vloge v »papeški zaroti«.
Oates se je izobraževal na kolidžu Eton. Kot konjeniški častnik je služil med drugo bursko vojno in se leta 1910 pridružil antarktični odpravi Roberta Scotta s ciljem osvojiti Južni tečaj. Sprejet je bil zaradi izkušenj s konji (odprava je namreč načrtovala uporabo konj v naskoku na tečaj) in zaradi možnosti finančnega prispevanja odpravi. V zadnjem trenutku ga je Scott izbral za člana peterice, ki naj bi potovala na tečaj. Oates ni bil tako izkušen kakor ostali, poleg tega pa je trpel tudi zaradi stare vojne rane.
S Scottom sta večkrat prišla v spor zaradi vodenja odprave. Nekoč je Oates v svoj dnevnik zapisal: »Ne maram Scotta. Vso stvar bi opustil, če ne bi bili britanska odprava. ... [Scott] ni pošten, najprej je on, ostali nikjer ... «
Na povratku s tečaja v januarju 1912 se je skupina soočila z nemogočimi pogoji. Po izgubi Edgarja Evansa je Oates postal glavno breme ostalim. Njegovo zavračanje, da bi priznal poraz po tem, ko se je znašel v telesnem položaju, v katerem ni bilo moč okrevati, in odločitev ostale trojice, da ga ne bodo pustili zadaj, je povzročalo zamude, ki so bile morda usodne za nesrečno smrt skupine. Ko je Oates spoznal, da se mora žrtvovati, če hoče ostalim dati možnost preživetja, je odšel iz šotora skozi vihar v sneg. Njegove zadnje besede, ohranjene v Scottovem dnevniku, so ga zapisale v zgodovino kot predstavnika angleškega junaka zgornjega sloja:
Samo ven grem in morda me nekaj časa ne bo.
I am just going outside and may be some time.
Njegovega trupla nikdar niso našli.
A na žalost je bilo to plemenito dejanje prepozno. Možje so umrli v šotoru le nekaj kilometrov proč od skladišča hrane. Ironično je,  da bi morda preživeli, če bi Scott pri načrtovanju postavitve skladišč poslušal Oatesove nasvete.